# أليخاندرو ديني
أليخاندرو ديني (بالإنجليزية: Alex Denny)‏ هو لاعب كرة قدم بريطاني، ولد في 12 أبريل 2000 في ماكليسفيلد في المملكة المتحدة. لعب مع نادي إيفرتون.

## وصلات خارجية
- أليخاندرو ديني على موقع قاعدة بيانات كرة القدم.إي يو (الإنجليزية)
- أليخاندرو ديني على موقع Soccerbase.com (لاعب) (الإنجليزية)
- أليخاندرو ديني على موقع Soccerway.com (الإنجليزية)